# 姬文胤
姬文胤（?—1622年），字士昌，號瑤林，陝西華州人，明朝滕縣知縣。

## 生平
天啟二年（1622年），姬文胤被任命為滕縣（即今山東省滕州市）知縣，姬文胤上任後第三天，恰逢白蓮教的徐鴻儒舉旗反明，徐鴻儒軍攻打滕縣，許多百姓加入徐鴻儒軍，姬文胤與城中將吏士兵前往抵禦，人數不到三百人，看見敵軍來勢洶洶多數人也紛紛逃走，只剩數十人死守，姬文胤詢問投向敵軍的將吏百姓為何加入徐鴻儒軍，得知是因為已故的延綏巡撫董國光之子董二的緣故，董二貪暴，所以百姓們才加入徐鴻儒軍，於是姬文胤便許諾要將董二嚴懲，但由於突有亂箭殺死敵軍。敵軍認為姬文胤欺騙他們，最終攻下滕縣。姬文胤大罵不止，三天後自殺，死前將滕縣官印交給衙門前的差役魏顯照和家僮李守務。敵軍搜魏顯照想拿到滕縣官印，魏顯照偷偷將滕縣官印交給自己的父親，最終與李守務被敵軍殺害。明朝朝廷知道這件事後，追贈姬文胤為太僕寺少卿，並立祠祭祀，子姬琨。

## 外部連結
- 中國哲學書電子化計劃《明熹宗悊皇帝實錄卷之二十九》

## 延伸阅读
[在维基数据编辑]
 《明史卷二百九十》，出自《明史》